# Análisis de la respiración
El análisis del aire exhalado es un método en medicina para obtener información sobre el estado clínico de un individuo mediante el control de los componentes presentes en el aire.
La identificación y cuantificación de posibles biomarcadores de enfermedades puede verse como la razón principal para el análisis del aire exhalado. Por otra parte, se prevén futuras aplicaciones para diagnósticos médicos y control de terapias con pruebas dinámicas de la función fisiológica normal o la farmacodinámica.
El análisis de la respiración se lleva a cabo utilizando diversos enfoques de muestreo y análisis.
El análisis de gases de respiración consiste en el análisis de compuestos orgánicos volátiles, por ejemplo en pruebas de alcohol en sangre. Pueden aplicarse varios métodos analíticos.
El análisis de aerosoles de respiración consiste en el muestreo y análisis de partículas emitido en el tracto respiratorio y aire espirado. Este es un campo relativamente nuevo, muy prometedor para el diagnóstico directo de patógenos, tales como el virus de la gripe, y la monitorización in vivo de los componentes del fluido del revestimiento de las vías respiratorias (epitelio respiratorio), como proteínas y fosfolípidos. Se utilizan varios métodos para el muestreo de aerosoles de aire exhalado, tales como filtros, impactadores, filtros de impacto, o precipitadores electrostáticos.
Este último campo está relacionado con el muestreo y análisis de bioaerosoles.